# Iron Spade
Iron Spade (Pala de ferro) i Iron Wall (Paret de ferro) són els noms en clau donats a l'esforç d'Israel per evitar que es construeixin túnels ofensius des de la Franja de Gaza cap a Israel. S'informa que es basa en part en el projecte Iron Dome. El desenvolupador principal del projecte és Elbit Systems, amb Rafael, desenvolupadors d'Iron Dome també implicats en el projecte.